# نیول اکدمی (مریلند)
نیول اکدمی (به انگلیسی: Naval Academy) شهری در ایالت مریلند کشور ایالات متحده آمریکا است که جمعیت آن در سرشماری سال ۲۰۱۰ میلادی، ۴٬۸۰۲ نفر بوده‌است.